# Dværglivstræ-slægten
Dværglivstræ-slægten (Microbiota) er en planteslægt med kun én art.
| Arter |

- Dværglivstræ (Microbiota decussata)